# Józef Jellinek
Józef Jellinek (ur. 16 marca 1886 w Dubowicy, zm. 5 października 1941 w Auschwitz-Birkenau) – polski inżynier, urzędnik samorządowy w II Rzeczypospolitej.

## Życiorys
W 1905 ukończył szkołę średnią w Białymstoku. W 1907 wstąpił na Politechnikę Lwowską. We Lwowie pod pseudonimem „Edward” działał w środowisku niepodległościowym w Związku Walki Czynnej i Związku Strzeleckim. Działalność tę przerwał w 1911, kiedy otrzymał absolutorium tamtejszej uczelni. Ukończył studia z tytułem inżyniera. Pracę zawodową rozpoczął 15 lipca 1915 na stanowisku inżyniera w Towarzystwie Akcyjnym Wyrobu Włókna w Petersburgu, na którym pracował do 1 września 1918. Po odzyskaniu przez Polskę niepodległości i nastaniu II Rzeczypospolitej pracował w administracji na stanowisku naczelnika Okręgu Porozowskiego w Komisariacie Rządu na Okręg Grodzieński (od 17 lutego do 30 lipca 1919). Następnie objął stanowisko zastępcy komisarza na powiat wołkowyski. 1 kwietnia 1920 został mianowany starostą powiatowym wołkowyskim, na którym pozostał do 9 października 1920 gdy został mianowany na urząd starosty powiatu nowogródzkiego. Sprawował urząd jako pełniący obowiązki, a na przełomie 1922/1923 został mianowany starostą tego powiatu. Stanowisko pełnił w kolejnych latach, a 7 października 1927 został przeniesiony na stanowisko starosty powiatu sieradzkiego. Z tej funkcji 21 lutego 1930 został mianowany naczelnikiem Wydziału Samorządowego w Urzędzie Województwa Łódzkiego. 9 marca 1938 został mianowany członkiem Komisji Regionalnego Planu Zabudowania Okręgu Łódzkiego. Ze stanowiska naczelnika wydziału samorządowego 21 października 1938 został mianowany na urząd wicewojewody województwa łódzkiego. Stanowisko pełnił do września 1939. Należał do łódzkiego Rotary Club.
Po wybuchu II wojny światowej został aresztowany w Warszawie przez Gestapo i osadzony na Pawiaku. Stamtąd wywieziono go pierwszym transportem z Warszawy do obozu koncentracyjnego Auschwitz-Birkenau, gdzie zmarł 5 października 1941.

## Ordery i odznaczenia
- Krzyż Kawalerski Orderu Odrodzenia Polski (2 maja 1923)[12][13]
- Złoty Krzyż Zasługi (dwukrotnie: 8 września 1925[14], 11 listopada 1936[15])
- Krzyż Komandorski z Gwiazdą Orderu Franciszka Józefa (Austro-Węgry, 1908)[16]